# Lispeszentadorján
Lispeszentadorján è un comune dell'Ungheria di 334 abitanti (dati 2001). È situato nella contea di Zala.